# کورومورو
کورومورو (انگلیسی: Coromoro) یک منطقه مسکونی در کشور کلمبیا است.